# 前后蜀
前后蜀（902年－965年），又称为两蜀，是四川历史上的一个时期，其间四川地区先后建立了前蜀与后蜀两个独立政权。在中国五代十国时期社会混乱、战乱不断的大背景下，前后蜀对维持四川地区的稳定起到了重要的作用，使得巴蜀成为了当时中国经济文化最为发达、政治局面最为稳定的地区之一。不少中原士大夫因此入蜀躲避战乱，并进一步推动了四川经济文化的发展，蜀中在词学和绘画等领域还取得了突出的成就。前后蜀为两宋时期四川经济文化的空前繁荣创造了有利条件，在四川历史上占有特殊地位。
891年，前蜀高祖王建受封为唐西川节度使后便开始逐步统一巴蜀地区，并于902年成功占据全川。907年，王建正式在成都称帝，建立前蜀。前蜀在王建统治时期，政治清明、国力强盛，但其子王衍继位后荒淫失政，使前蜀为后唐所灭。而后唐西川节度使孟知祥效仿王建，再次在占据全川后称帝，于934年建立后蜀，史称后蜀高祖。孟知祥随即病逝，其子孟昶即位，励精图治，后蜀经济文化迅速发展，但其后期重蹈前蜀后主王衍之覆辙，使国力衰弱，最终使后蜀亡于北宋。自王建统一全川时算起，前后蜀共历时63年。

## 前蜀历史

### 建立
前蜀为舞阳人王建所建。王建是盐枭出生，后来投军，在攻打黄巢的时候逐渐掌握了蜀地，后被唐廷封为蜀王。唐朝灭朱温篡权之后，他依旧使用唐昭宗的天复年号，因为他认为唐朝的天祐年号是朱温非法所设。在朱温建立后梁之后，他联合晋王李克用、岐王李茂贞、吴王杨渥准备讨梁，准备光复大唐，但是并未成功。其实朱温称帝的时候，王建写信给李克用，想让他和自己南北一同称帝，说唐室后人如果能够重整山河，再重新归附，但被李克用言辞拒绝。王建见李克用拒绝，踌躇了几个月，前蜀武成元年（公元907年），王建在蜀地自立为帝。他任用王宗佶为宰相，唐道袭为枢密使，立王宗懿为太子。
王建义子王宗佶和太子王宗懿素来不和，后来唐道袭进谗导致王宗佶被王建杀死，太子从此就愈发地得意忘形，常常羞辱大臣，对唐道袭也不例外。唐道袭心中不快，找机会和王建不断进谗说太子要谋反，王建也从不相信到渐渐相信了，于是让唐道袭带兵护卫，以防不测，太子以为唐道袭带兵是前来捉拿他的，就带兵和唐道袭打了起来，唐道袭中流箭而死，王建知道后以为太子真要谋反，就派兵击杀了太子王宗懿。占据荆南的高季昌想扩大地盘，听闻蜀国内部生变，亲自带领着战船攻打蜀国的夔州，高季昌让军士乘风烧毁浮桥，以便大船通行，蜀国猛将张猛用手拉住浮桥铁索，挡住了大船。突然间，风向改变，火势朝着高季昌这边烧来，荆南兵大多被烧死和落水淹死，损失惨重，高季昌弃大船乘小船逃跑。
王建一生征战，六十岁时才当上皇帝，他在暮年选立太子便成为一件极重要的大事。长子王宗仁，幼年患病成为废人，无法成为太子的人选。次子王宗懿被立为太子，却在宫廷斗争中被杀。王建之后又打算立雅王王宗辂或者信王王宗杰，可二人各有长处，难以确定继立哪一个。而王建的妃子徐氏因美貌，深受王建的宠爱，她便趁此力荐自己的儿子王宗衍做皇太子。由于她深交朝臣官宦，在政治上广有人脉，便联合众人向王建上表，称王宗衍“才器英武，实堪社稷之托”。在宫内外的合力煽惑下，王建遂正式册立王宗衍为太子。
王建虽然立了太子，总是不放心，有一次他见王宗衍与诸王斗鸡、击球，遂自叹说：“我百战而立此基业，此辈难道能守之乎！”他见信王王宗杰颇有才干，又有改立太子的意向，然而信王却突然死了，他颇疑是徐妃下毒致死的，但又不愿深究。王建在弥留之际，诏入镇守北方的义子王宗弼和宰相张格嘱托道：“如果太子确实不堪当皇帝，就置于别宫，另行选立贤者，而不要害其性命。”前蜀光天二年六月，王建去世，下葬永陵。王建在位12年，在位时期，励精图治，注重农桑，兴修水利，扩张疆土，实行“与民休息”的政策，蜀中大治。

### 灭亡
前蜀继承人王宗衍，后改名王衍，是个荒淫无道的昏君。王衍在南北到处游玩，纵欲无度，整天和美女宠臣一起纵欲享乐，完全不问政事，还大兴土木，前后修建宫殿十余座，装饰地金碧辉煌，奢侈至极。他还让宫中的侍女穿着女道士的服装，参加他的酒会。常常大醉不知早晚，后来觉得不尽兴，还让近臣参与其中，和宫中妇女并排而坐，饮酒作乐，到了得意忘形之际，不顾男女都脱衣摘帽，任意纵欲。
唐主李存勖派遣李严去蜀国打探虚实，李严回来之后报告了王衍荒淫无度，朝政混乱，百姓怨声载道的的事实，他对李存勖说如果大军一到，蜀地必然望风而降，于是李存勖打算发兵攻打蜀国。只是契丹犯边，才暂缓了伐蜀之事。等李存勖击退了契丹之后，前蜀咸康元年（公元925年），李存勖起兵伐蜀，任李继岌为主帅，郭崇韬为副帅，全权负责军事。任圜、康延孝、张筠、董璋等人为将，李严为安抚使随军出征。李从曮转运粮草，高季兴东侧接应。九月十日，六万大军东侧进发。郭崇韬从洛阳出发，倍道而行，经凤翔出大散关，进入了蜀国境内。康延孝为前锋，所到之处，守军无不望风而降，很快就收服了威武城。
而王衍却还在醉生梦死之中。 他以为之前向李存勖祝贺，双方互遣使节交好，就等同于两国修好，两国就能友好休战，自己就可以安然无虞，于是撤掉边防，高枕无忧，安享太平。王衍非常宠幸小人，有个叫王承休的宦官说秦州盛产美女，还把秦州的美女和美景绘制成图像，呈送给在成都的王衍，他大为高兴，打算亲自到秦州去看一看。并且不顾百官和太后和劝谏，执意前往秦州。
后来王衍走到了汉州，接到了王承捷的来报，说唐军已经袭来。王衍不信，还扬言：“我带兵北巡，就是想炫耀武力，怕他做甚。”后来行走到梓潼，遇到了大风，把房屋都吹倒了。随行的官员说这是贪狼风，有大军覆灭的意思。王衍还没有醒悟，继续和近臣吟诗作乐。抵达利州城的时候，接到警报，说威武城的守军已经投降了唐将康延孝，王衍这才坚信王承捷的消息并非虚传。第二天，威武城的败军来到营前，说凤州、兴州、文州、扶州由节度使王承捷一并投降了唐军，王衍这才惊慌了起来。命令随驾的王宗勋等率领三万前去击敌。而康延孝凭借者一股锐气，蜀军长年不练，怎么经得住百战之师，顿时溃败。王宗勋抱头鼠窜，所带之军，被唐军斩杀了五千人，其余部将四散而逃。康延孝日夜兼程，向利州进发，蜀国国内大震，王衍听说前线大败，急忙返回成都。
蜀国武德留后宋光葆给郭崇韬写信，说：“只要唐军不进入我的辖地，则举兵投降，否则将背水决战。” 郭崇韬答应了，于是宋光葆带着梓州、绵州、剑州、龙州、普州等地投降了唐军。蜀国其他守将也纷纷来降，洋州和东川等地也纷纷地投降了唐军。秦州节度使安重霸和王承休打算密谋偷袭击唐军，安重霸却之后暗中带着成州投降了唐军。王宗弼听到了各地纷纷投降，也很惊慌，正好唐军遣使前来，带来的郭崇韬的书信，在信中陈述了利害，劝他投降，王宗弼已然心动了，无意再守城。这时候王宗弼遇到了王宗勋，给了他王衍要杀他的诏书。但是王宗弼没有杀他，而是和王宗勋秘密打算投降唐军，二人分头行动，王宗勋投降，王宗弼回到成都。
王宗弼回到了成都时，已经是王衍回到成都五六天之后了。王衍回到成都的时候，百官和后宫出城迎接，王衍来到了嫔妃之中，竟然还让宫女摆成了回鹘队形，拥簇着他回宫，完全不着急。王宗弼回到成都时，才让人加强城守。徐太后和王衍前来慰问他，王宗弼乘机劫持了他们，连同诸王一并幽禁在了西宫。然后他把国宝和内府财物收为私有，自称西川留后。接着听说唐军已经到了汉州，当即拨出金银犒劳唐军。
之后唐军的特使李严来到成都，王衍对他痛哭，李严对王衍说只要投降，就能保全家属。王衍草拟诏书，派人送到了唐军。李继岌和郭崇韬知道蜀主愿意投降，立马昼夜兼程来到了成都，李严和前蜀全体君臣都在城外迎接，蜀主王衍像刘禅那样自缚请降。郭崇韬亲自解开他的束缚，然后宣读大赦诏文，王衍率领百官向东北方向叩拜，前蜀灭亡，立国十九年。

## 后蜀历史

### 建國
同光三年（925年），後唐滅前蜀，孟知祥（874年－934年）被任为西川節度使，次年入成都，平定叛将李绍琛，整頓吏治，成都始安。長興二年（931年），杀后唐派来的监军李严，与东川节度使董璋起兵叛乱，并击退唐明宗派来的军队。次年（932年），孟知祥与后唐朝廷和解，董璋不满，兴兵来攻，孟知祥反而败殺董璋，取得東川。
後唐閔帝應順元年（934年），孟知祥在成都建都稱帝，年號明德，國號蜀，史稱“後蜀”，以别于王建的前蜀。同年，后唐凤翔节度使李从珂起兵推翻闵帝，后唐武定军节度使孙汉韶、山南西道节度使张虔钊因曾讨伐李从珂而不安，以本镇归后蜀。但孟知祥在位仅7个月后便卒。

### 衰弱
其子孟昶嗣位，沿用明德年號，起初大权掌握在赵季良和张业的手中。明德五年（938年）後改元廣政，广政九年孟昶杀权臣张业，后来他逼迫赵廷隐退隐，于是他在继位十四年后才正式亲政。孟昶在位初期頗能勵精圖治。他广开言路，劝课农桑，兴办学校。后蜀的国力在此时达到了顶峰，而且蜀地境內很少發生戰爭，此时的蜀地是五代時期經濟文化較發達的地區，後蜀維持近三十年和平。辽朝灭后晋时，晋雄武军节度使何重建不附辽，以辖区归附后蜀，后蜀又迫降凤州防御使石奉頵，达到之前前蜀的疆域。但后蜀随即被新建立的后汉所败，本已降蜀的凤翔节度使侯益亦因而投靠后汉；后来后汉叛将河中李守贞、长安赵思绾、凤翔王景崇也求援于后蜀，孟昶不顾劝阻出兵，但此次出师仍无功，三将叛乱被后汉平定。
孟昶晚年，生活日漸荒淫，整日游玩享乐和饮酒赋诗，和红粉佳丽、教房歌妓、词臣狎客混在一起。他还广选良家女子充入后宫，他尤其宠幸花蕊夫人，花蕊夫人酷爱牡丹和芙蓉，孟昶为讨他的欢心，在城中种植大量的牡丹和芙蓉，一到花期争相斗艳，宛如锦缎，因此成都至今还有芙蓉城和锦城的外号。
廣政十八年（955年），郭荣决定开启统一天下的战争，根据王朴平边策的建议，统一之战的主要格局放在和南唐对阵之上。但是郭荣怕后蜀从背后偷袭自己，于是在当年五月派遣王朴、向训二人攻打蜀国。蜀主孟昶派遣赵季札和王昭远派兵攻打周国的来犯之兵，自己高枕无忧，继续纵情享乐。在和花蕊夫人酒席欢宴之上，孟昶得到前线的急报，周军在王朴的带领下从大散关来到了秦州，已经连下的八座大寨。孟昶大怒，也不与群臣商议，当即让词臣下令让李廷珪、高彦俦带兵出战，并且催促赵季札尽快到秦州支援韩继勋。但是赵季札虽然得到孟昶的宿卫兵八千人，但是一路上带妾从军，像是游山玩水一般走走停停，听闻前线大敌压境，没有得到孟昶的回复就逃回了成都，孟昶见到他后责备他无能怯懦，辜负了他的信任，就将他处死。
在前线的李廷珪抓住了前来巡逻的周军将领胡立，李廷珪得了小胜却谎称大捷，孟昶得到捷报很是高兴，就派遣使节到北汉和南唐邀请他们来夹击周军。没想到之后孟昶得到前线的败报，原来李廷珪小胜之后轻敌冒进，与周军的主力相遇，一交战才自己打不过周军。孟昶听闻前线战败，连忙加派伊审征去前线督战，伊审征和李廷珪商议后，派遣李进占据马岭寨，截住周军的来路，再派遣游击队出斜谷，进兵白涧，又让王峦出黄花谷去截住周军的粮道。黄花谷又窄又长，士兵不能并肩前行，只能排一字长队。周军早就猜到蜀军会来截取粮道，于是早早地在黄花谷安排了伏兵，他们有意放过侦查兵，引诱蜀军大军来此，结果前来的蜀军一个个被抓，等到王峦才发现有埋伏的时候，蜀军已经被截断了去路，王峦拼命杀出，结果仅仅剩余百骑，结果唐仓被周军将领张建雄被占，王峦也被生擒，三千蜀军全军覆没。李进听说王峦全军覆没的消息，战战兢兢，结果他直接放弃了马岭寨，返回了大营，游击队听闻两路人马的消息，结果也全部撤了回来。李、伊二人见到自己计策全部失效，也一路后撤，撤到了青泥岭。秦州的韩继勋听闻李、伊二人逃走，自己直接逃回了成都。
秦州官员全是贪生怕死之辈，在秦州判官赵玭的怂恿下投降了周军。王景占领了秦州之后，分兵攻打成州和阶州，自己亲自带兵攻打凤州。成、阶二州听闻秦州投降，当即也开城投降。于是孟昶派遣王环和赵崇溥去前线，二人听闻秦州失守，于是前去护卫凤州，屡屡击退了王景的攻势。于是王景在城外设立堡垒，决定困死凤州城，又让郭荣派来的韩通堵住了蜀国的援军。结果周军见时机成熟，发动猛攻， 凤州的守军已无斗志，纷纷投降，只有王、赵二人坚持巷战，最后凤州被彻底攻占。自此当初何重建时期归降后蜀的四州，全部归了后周。孟昶见到周军没有进一步攻入蜀中的打算，于是向周军议和。郭荣见到孟昶的来书来称呼自己为大蜀皇帝，大怒，就没有回复。孟昶见到没有回复，于是加派兵力驻守白帝城等城池。因为兵力的增加，全国已经无钱可用，结果后蜀将全国的铁器统一国营，然后用铁铸钱，弄得百姓苦不堪言。

### 灭亡
赵匡胤和赵普雪夜定策，定下了“先南后北”的统一天下的战略，宋军先后消灭荆南和武平势力让后蜀的君臣极为惶恐，蜀国的宰相李昊劝孟昶，言明宋国不像之前的后汉和后周，宋主志在一统海内，不如现在就遣使纳贡，免得兵戎相见。但是后蜀的枢密使王昭远却非常自大，对孟昶说蜀道难行，宋军难以飞越，不必受人节制。他并且十分大胆怂恿孟昶地和北汉通好，约定一起出兵。孟昶听从他的计策，派赵彦韬带着蜡书走小路前往太原，没想到赵彦韬带着蜡书直接去了汴梁。赵匡胤看到蜀国约定和北汉一起出兵的蜡书，笑道：“朕正准备发兵西征，没想到他先来挑衅，这正好让朕师出兵有名了。”
宋太祖下令让王全斌为主帅，刘光义和崔彦进为副帅，王仁赡和曹彬为都监，领兵六万，分兵入蜀。北宋乾德二年（964年）十一月，王全斌等人将人马粮草集结完毕，接到了赵匡胤发到军营的上谕：“大军所当之处，禁止焚烧民舍，驱赶百姓，开秋挖坟，践踏庄稼，违者军法行事”。赵匡胤让人在汴梁为蜀主修建了一所府邸，专等孟昶到来。于是宋军發兵攻蜀，次年（965年）正月孟昶向宋朝投降，同年去世。後蜀前後历二帝，共33年。
欧阳修《新五代史》中对此有“尽力不过二袋（代）”的典故。

### 后事
王全斌在成都受降以后，没过几天，东路军的刘光义和曹彬也赶到了成都，赵匡胤下诏嘉奖伐蜀将士，但是赵匡胤的嘉奖诏书带来两路人马的争功，互相不信任。王全斌作为主帅没有及时地处理，每天只是喝酒作乐，还纵容部下抢劫百姓的钱财和子女，曹彬觉得这样下去肯定会大乱，多次劝谏王全斌早日班师回朝，把蜀地交给吕饴庆等人处理，但是王全斌就是不听。吕饴庆斩杀了喝醉酒后抢夺商人财物的士兵，起了杀鸡儆猴的效果，成都的士兵收敛了许多。
赵匡胤之前让蜀国的军队全部缴械，到京城重新安置，并且让王全斌全权负责粮草军需，但是王全斌竟然克扣了一半的粮饷，还让自己的部下到蜀军中敲竹杠，这让蜀军愤怒不已。最后蜀军忍无可忍，走到绵州的时候，推举蜀国的旧部全师雄为帅，占据县城，聚众起义，之后招募旧军，很快就到了十万之众，号称兴国军。王全斌派去招安的马军都监朱光绪杀了全师雄的全族，还把全师雄的家产和爱女霸为己有。这导致全师雄断了归顺的想法，他攻打绵州城，绵州城大，一时拿不下来。于是他又转攻彭州，彭州没有准备，很容易被攻克，全师雄向周边发号召，成都周边二十几个州县不堪宋兵的侵扰，于是纷纷归降全师雄。于是全师雄自称兴蜀大王，开府置官，然后分兵占据各处要害之处。崔彦进派兵攻打彭州，但是出师不利，还战死了一员猛将。宋军的战败让蜀地之人看到了战胜宋军的希望， 就有了更多的州县来投奔全师雄，一时之间竟然达到了十七州之多，他又分兵夺下的剑门关，堵住了中原到蜀地的支援通道，还扬言攻打成都。
王全斌得知后大为恐惧，向京城求援，赵匡胤非常生气，但是还是让丁德裕派兵支援蜀地。这时候的成都还有两万七千多的蜀国降兵，王全斌担心这些人会相应全师雄，尽管有康延泽的规劝，但是王全斌还是担心这些人会做内应，所以将他们全部屠杀。然后王全斌让各个将领带兵围剿全师雄，刘光义和曹彬这一路宋军屡战屡胜，把全的气势压了下去。王全斌在灌口寨大败全师雄，俘虏了两千余人，全师雄逃亡了金堂。后吕翰等路响应全师雄的叛军被击败，而最终全师雄在金堂病死。丁德裕带着来剿灭叛军的援军来到了蜀地，加上此时叛军没有了首领，所以叛军分崩离析，被官军逐个击破。至此，在后蜀灭亡后，乱了两年的蜀地又重新安定了下来。
后来蜀人跑到了京城，状告了王全斌等人在蜀地的不法之事。严查之下，发现王全斌等人在蜀地贪墨了钱财六十四万六千八百多贯还有大量后蜀宫中的珍宝，严重克扣了士兵的粮饷。百官说王全斌等人依法当死，但是赵匡胤念在他们平蜀有功，所以只是将他们贬官，王全斌之后到死并未得到升迁。